# TTartisan
TTartisan – chiński producent wysokiej jakości, budżetowych obiektywów do aparatów fotograficznych z Shenzhen. Firma została założona w 2019 roku.
TTartisan produkuje głównie obiektywy manualne do bezlusterkowców. W swojej ofercie ma obiektywy do aparatów pełnoklatkowych jak i tych z mniejszą matrycą jak: APS-C, APS-H, czy 4/3. Obiektywy do lustrzanek obejmują obiektyw rybie oko 11mm f/2.8, dostępy z mocowaniem Canon EF oraz Nikon F oraz replikę obiektywu Carl Zeiss Jena Biotar 75 mm f/1.5, z mocowaniem M42, posiadający charakterystyczny bokeh. Oprócz obiektywów manualnych oferuje także obiektywy z autofokusem.
Oficjalnym dystrybutorem marki TTartisan w Polsce jest firma Interfoto.